# 根岸情治
根岸 情治（ねぎし じょうじ、1897年 - 1971年）は、日本の内務官僚、都市計画家。著述業。東京都出身。都市工学者・石川栄耀の事務方として長年多くの都市計画に携わり、根岸自身は区画整理実務家と称した。

## 経歴
青森県尻内で滋賀県出身の鉄道技師の子として生まれたが、養子に出され、東京に転居。養父を通じて石川栄耀とは従兄弟に当たり、東京目白では隣家同士。目白中学から明治大学予科に進み、卒業後日本橋三越に就職。病気療養を経て、石川の斡旋で内務省都市計画愛知地方委員会から名古屋市内各地の土地区画整理組合で事務担当。27歳で退職し、雑誌編集や記者、劇団主宰などに携わったがうまくいかず、再び石川らの紹介で名古屋で土地区画整理事業に携わる。一宮市都市計画係主任を経て、北海道庁に転任し函館土木出張所書記を務める。その後朝鮮に渡り、朝鮮政府京城都市計画科に勤務。1941年に内地に戻り、石川の推薦で東京商工会議所調査部員として国土計画事務を担当。
1945年からは石川が責任者として進めていた東京都による戦災復興都市計画に協力し、土地区画整理事業を受託施行する日本都市建設株式会社（益田孝の次男を代表に1946年設立）の理事となり、復興事業に従事した。石川が東京都都市計画課長（建設局長）時代に、都内の土地区画整理事業組合4か所の業務代行契約を獲得したが、予定していた国庫補助が滞ったことから資金難になり、三代目社長に就任した根岸が資金繰りに奔走したものの会社は解散し、以降はフリーの都市計画事務家となり、石川が推進していた池袋東口地下街建設に協力した。
著書に、『都市に生きる　石川栄耀縦横記』（1956年、作品社）、『旧婚時代』（1969年、青年社）東京商店街史資料考『池袋風雲録―池袋地下街のできるまで―』（1964年、私家版）がある。